# Abdullah Gül
Abdullah Gül (wym. [abduɫˈɫah ˈɟyl]; ur. 29 października 1950 w Kayseri) – turecki polityk, ekonomista i nauczyciel akademicki, deputowany, premier w latach 2002–2003, wicepremier i minister spraw zagranicznych w latach 2003–2007, prezydent Turcji w latach 2007–2014.

## Życiorys

### Wykształcenie i działalność zawodowa
Urodził się w konserwatywnej i tradycjonalistycznej rodzinie. Jego ojciec Ahmet Hamdi Gül pracował w fabryce samolotów. Abdullah Gül został absolwentem szkoły średniej w rodzinnej miejscowości. W 1974 ukończył ekonomię na Uniwersytecie Stambulskim. Był jednym z liderów nacjonalistycznej i islamistycznej studenckiej organizacji MTTB. Przez dwa lata kształcił się w Anglii na uczelniach w Londynie oraz w Exeter. Doktoryzował się w 1983 na macierzystym uniwersytecie.
Pracował jako nauczyciel akademicki, współpracował przy zakładaniu katedry inżynierii przemysłowej na wydziale Uniwersytetu Technicznego w Stambule, który został później przekształcony w Uniwersytet Sakarya. W 1983 został ekonomistą w Islamskim Banku Rozwoju.

### Działalność polityczna do 2002
Zaangażował się w działalność polityczną w ramach islamistycznej Partii Dobrobytu Necmettina Erbakana. Z jej ramienia w 1991 po raz pierwszy uzyskał mandat posła do Wielkiego Zgromadzenia Narodowego Turcji. W trakcie kadencji pracował w komisji planowania i budżetu, został też przedstawicielem krajowego parlamentu w Zgromadzeniu Parlamentarnym Rady Europy. W 1993 objął funkcję wiceprzewodniczącego swojego ugrupowania. W 1995 z powodzeniem ubiegał się o poselską reelekcję. Wybory te zakończyły się zwycięstwem jego formacji, która na początku kadencji pozostała jednak w opozycji. Abdullah Gül podjął pracę w parlamentarnej komisji spraw zagranicznych. W czerwcu 1996 został członkiem nowo powstałego gabinetu Necmettina Erbakana, w którym do czerwca 1997 zajmował stanowiska ministra stanu i rzecznika prasowego rządu.
W grudniu 1997, w obliczu zagrożenia delegalizacją Partii Dobrobytu (do czego doszło w następnym miesiącu), był jednym z organizatorów Partii Cnoty. Z jej ramienia w 1999 po raz trzeci został wybrany na deputowanego. W 2000 ubiegał się o przywództwo w tym ugrupowaniu, w głosowaniu pokonał go wówczas Recai Kutan. Gdy w 2001 Partia Cnoty została zdelegalizowana, wraz z Recepem Tayyipem Erdoğanem współtworzył Partię Sprawiedliwości i Rozwoju (AKP), którą wsparło kilkudziesięciu deputowanych. Abdullah Gül objął funkcję wiceprzewodniczącego nowej formacji, na czele której stanął były burmistrz Stambułu. Miał zostać oskarżony w postępowaniu dotyczącym fałszowania dokumentów w sprawie dotyczącej defraudacji funduszy Partii Dobrobytu; przed zarzutami ochronił go immunitet, a postępowanie karne ostatecznie zamknięto w 2010.

### Działalność polityczna w latach 2002–2007
W wyniku wyborów z listopada 2002 ponownie uzyskał mandat poselski. Wybory te odbywały się w okresie kryzysu politycznego i ekonomicznego. AKP odniosła zdecydowane zwycięstwo, uzyskując większość bezwzględną w parlamencie. Próg wyborczy przekroczyła wówczas jeszcze tylko Republikańska Partia Ludowa. 18 listopada 2002 objął urząd premiera (lider AKP nie mógł stanąć na czele rządu z uwagi na ciążący na nim zakaz pełnienia funkcji publicznych). Od początku deklarował rezygnację na rzecz Recepa Tayyipa Erdoğana. Po zmianie przepisów przewodniczący AKP w marcu 2009 wystartował z powodzeniem w wyborach uzupełniających. 11 marca Abdullah Gül podał się do dymisji, kończąc urzędowanie na funkcji premiera 14 marca 2003.
W powołanym wówczas gabinecie Recepa Tayyipa Erdoğana objął stanowiska wicepremiera oraz ministra spraw zagranicznych, które zajmował do sierpnia 2007. W trakcie kierowania przez niego turecką dyplomacją prowadził rozmowy z Unią Europejską dotyczące rozpoczęcia negocjacji akcesyjnych. Próbował również umocnić stosunki z Syrią i relacje z państwami Kaukazu. W 2007 złożył wizytę w Stanach Zjednoczonych, gdzie spotkał się z prezydentem George’em W. Bushem oraz Condoleezzą Rice.

### Prezydent Turcji (2007–2014)
24 kwietnia Recep Tayyip Erdoğan ogłosił Abdullaha Güla kandydatem Partii Sprawiedliwości i Rozwoju w wyborach prezydenckich w tym samym roku. Wyboru prezydenta zgodnie z konstytucją dokonywało wówczas 550-osobowe Wielkie Zgromadzenie Narodowe Turcji – większością 2/3 głosów w dwóch pierwszych turach lub zwykłą większością w trzeciej turze. Głosowania z 27 kwietnia i 6 maja 2007 zostały zbojkotowane przez opozycję, na skutek czego zabrakło wymaganego kworum. W związku zapowiedzią bojkotu także trzeciego głosowania Abdullah Gül wycofał swoją kandydaturę, co skutkowało odroczeniem wyborów z powodu braku kandydatów.
Partia Sprawiedliwości i Rozwoju doprowadziła do rozpisania na 22 lipca 2007 przedterminowych wyborów parlamentarnych, które wygrała, zdobywając 341 mandatów w parlamencie (jeden z nich przypadł urzędującemu ministrowie spraw zagranicznych). 13 sierpnia 2007 Abdullah Gül został ponownie nominowany kandydatem AKP na prezydenta. W dwóch pierwszych turach głosowania z 20 i 24 sierpnia nie uzyskał wymaganych 2/3 głosów. W trzeciej turze z 28 sierpnia 2007, w której wystarczająca była zwykła większość, zdobył 339 na 448 głosów, co skutkowało wyborem na nowego prezydenta Turcji. Tego samego dnia został zaprzysiężony na tym stanowisku, kończąc w związku z tym pełnienie obu funkcji rządowych.
We wrześniu 2008 jako pierwszy w historii turecki prezydent udał się z oficjalną wizytą do Armenii. Doprowadziło to do protestów osób domagających się uznania dokonanego przez Turków ludobójstwa Ormian w trakcie I wojny światowej.

### Działalność po prezydenturze
Urząd prezydenta sprawował do 28 sierpnia 2014. W 2015 został członkiem panelu doradczego przy przewodniczącym Islamskiego Banku Rozwoju. W 2018 był wymieniany jako potencjalny kandydat opozycji i tym samym kontrkandydat Recepa Tayyipa Erdoğana w wyborach prezydenckich. Nie uzyskał jednak dostatecznego wsparcia i odmówił ubiegania się o ten urząd. W 2020 poparł ugrupowanie DEVA, które założył Ali Babacan.

## Życie prywatne
Żonaty z Hayrünnisą Gül, ma dwóch synów i córkę.

## Odznaczenia i wyróżnienia
- Krzyż Wielki Orderu Łaźni (Wielka Brytania, 2008)
- Wielki Łańcuch Orderu Infanta Henryka (Portugalia, 2009)[15]
- Krzyż Wielki Orderu Zasługi Republiki Włoskiej (2009)[16]
- Krzyż Wielki z Łańcuchem i Złotopromienną Gwiazdą Orderu Zasługi (Węgry, 2011)
- Kawaler Krzyża Wielkiego Orderu Lwa Niderlandzkiego (Holandia, 2012)
- Order Heydəra Əliyeva (Azerbejdżan, 2013)[17]
- Order Królewski Serafinów (Szwecja, 2013)[18]
- Order „Danaker” (Kirgistan, 2014)[19]
- Order Gwiazdy Prezydenta (Turkmenistan, 2013)[20]
- Tytuł doktora honoris causa Universitatea Creștină „Dimitrie Cantemir” w Bukareszcie (2008)[21]